# 大倉紀彰
大倉 紀彰（おおくら のりあき）は日本の環境官僚。
1998（平成10）年環境庁入庁。京都議定書関連交渉・締結プロセス、外来生物法制定（2005）、地球温暖化対策推進法の改正（2008、地方公共団体実行計画区域施策編の導入）、水俣市の環境まちづくり支援などを担当。2013年総合環境政策局総務課総括補佐、2017年横浜市温暖化対策統括本部担当部長、2019年環境再生・資源循環局企画官（大熊町・双葉町の支援等）、2020年Center for Climate and Energy Solution（米国ワシントン）客員研究員、2021年環境再生・資源循環局放射性物質汚染対策室長。2022年大臣官房環境影響評価課長兼政策調整官（環境基本計画担当）。現在、大臣官房地域脱炭素政策調整担当参事官兼政策調整官。
1. ↑  “環境政策の最上位に「ウェルビーイング」、その理由は”. 2025年5月25日閲覧。